# Giả Đình An
Giả Đình An (tiếng Trung: 贾廷安; bính âm: Jiǎ Tíng'ān; sinh ngày 3 tháng 9 năm 1952) là Thượng tướng đã nghỉ hưu của Quân Giải phóng Nhân dân Trung Quốc (PLA), nguyên Ủy viên Ban Chấp hành Trung ương Đảng Cộng sản Trung Quốc khóa XVIII, nguyên Phó Chủ nhiệm Bộ Công tác Chính trị Quân ủy Trung ương Trung Quốc. Ông từng là sĩ quan phụ tá chính của cựu Tổng bí thư Giang Trạch Dân.

## Thân thế và binh nghiệp
Giả Đình An sinh ngày 3 tháng 9 năm 1952 tại ở huyện Diệp, tỉnh Hà Nam.
Năm 1973, Giả Đình An tốt nghiệp chuyên ngành vi ba, Học viện Công trình Tin điện Thành Đô, nay là trường Đại học Khoa học và Công nghệ Điện tử.
Năm 1982, Giả Đình An trở thành thư ký cho Giang Trạch Dân kể từ khi Giang làm Thứ trưởng thứ Nhất Bộ Công nghiệp Điện tử, Bộ trưởng Bộ Công nghiệp Điện tử; Thị trưởng Thượng Hải và Bí thư Thành ủy Thượng Hải. Sau đó, ông nhậm chức Phó Chủ nhiệm Văn phòng Thành ủy Thượng Hải.
Năm 1989, sau sự kiện Thiên An Môn, Giang Trạch Dân tức vị Tổng bí thư, Chủ tịch Quân ủy Trung ương, Giả Đình An trở thành Chủ nhiệm Văn phòng Tổng bí thư, Thư ký Chủ tịch Quân ủy Trung ương.
Năm 1994, nhậm chức Phó Chủ nhiệm Văn phòng Quân ủy Trung ương, Chủ nhiệm Văn phòng Chủ tịch Quân ủy Trung ương. Tháng 6 năm 1994, phong quân hàm Thiếu tướng.
Năm 2003, bổ nhiệm giữ chức Chủ nhiệm Văn phòng Quân ủy Trung ương Trung Quốc. Tháng 7 năm 2005, thăng quân hàm Trung tướng.
Tháng 10 năm 2007, tại Đại hội Đảng Cộng sản Trung Quốc lần thứ 17, Giả Đình An được bầu làm Ủy viên Dự khuyết Trung ương Đảng khóa XVII. Tháng 12 năm 2007, bổ nhiệm giữ chức Phó Chủ nhiệm Tổng cục Chính trị Quân Giải phóng Nhân dân Trung Quốc, tiền thân của Bộ Công tác Chính trị. Tháng 7 năm 2011, Giả Đình An thụ phong quân hàm Thượng tướng.
Tháng 10 năm 2012, tại Đại hội Đảng Cộng sản Trung Quốc lần thứ 18, Giả Đình An được bầu làm Ủy viên Ban Chấp hành Trung ương Đảng Cộng sản Trung Quốc khóa XVIII.
Tháng 1 năm 2016, tổ chức Quân Giải phóng Nhân dân Trung Quốc (PLA) được cải tổ lại, Giả Đình An được tái bổ nhiệm giữ chức Phó Chủ nhiệm Bộ Công tác Chính trị Quân ủy Trung ương Trung Quốc.